# Tamara Tunie
Tamara Tunie (McKeesport, 14 de marzo de 1959) es una actriz estadounidense, conocida por interpretar a la abogada Jessica Griffin en el serial televisivo de la CBS As the World Turns y a la médica forense Melinda Warner en el drama policíaco de la NBC Law & Order: Special Victims Unit. También, en 2010 incursionó como directora y productora en See You in September.

## Biografía
Tunie nació en McKeesport (Pensilvania) y es hija de Evelyn Hawkins y James W. Tunie, dueño de una funeraria y fallecido en 2012. Tiene cuatro hermanas y un hermano. Fue a la Universidad Carnegie Mellon y obtuvo una licenciatura en Bellas Artes en Teatro musical. Estuvo casada con Greg Bouquett, de quien se divorció en 1991, y con el jazzista Gregory Generet desde 1995, pero se separaron en 2015.

## Carrera
Desde 1987 hasta 1995, Tunie encarnó a la fiscal de distrito Jessica Griffin en la serie As the World Turns, a la que regresó a finales de 1999. También, interpretó a la médico forense Melinda Warner en Law & Order: Special Victims Unit, en la que actuó entre 2000 y 2015, aunque realizó participaciones especiales en 2018 y 2019. Además, tuvo papeles recurrentes en NYPD Blue (1994-1997) y en la primera temporada de 24, de la cadena Fox. Tunie, además, participó en series de televisión como Spenser, detective privado, Tribeca, seaQuest DSV, New York Undercover, Swift Justice, Chicago Hope, Sex and the City y Law & Order: Trial by Jury.
Trabajó en películas como City Hall (1996), donde encarna a una secretaria de prensa, y The Devil's Advocate (1997), en la que interpreta a una mujer poseída. Sus otros créditos cinematográficos incluyen Wall Street (1987), Bloodhounds of Broadway (1989), Sol naciente (1993), Eve's Bayou (1997) y El pacificador (1997), entre otros.
En 2001, recibió una nominación al premio Independent Spirit a Mejor actriz de reparto por su papel en la película The Caveman's Valentine, basada en la novela homónima de George Dawes Green. En 2007, ganó un premio Tony y un Drama Desk por su interpretación en el musical de Broadway Spring Awakening.

## Filmografía

### Director, productor
| Año  | Título               | Director | Productor |
| ---- | -------------------- | -------- | --------- |
| 2010 | See You in September | X        | X         |

### Cine
| Año  | Título                                  | Personaje         | Notas        |
| ---- | --------------------------------------- | ----------------- | ------------ |
| 1987 | Sweet Lorraine                          | Julie             |              |
| 1987 | Wall Street                             | Carolyn           |              |
| 1989 | Bloodhounds of Broadway                 | Cynthia Harris    |              |
| 1993 | Rising Sun                              | Lauren Smith      |              |
| 1996 | City Hall                               | Leslie Christos   |              |
| 1996 | Rescuing Desire                         | Van               |              |
| 1996 | Quentin Carr                            | Detective         | Cortometraje |
| 1996 | The Money Shot                          | Michelle          | Documental   |
| 1997 | Spirit Lost                             | Anne              |              |
| 1997 | Eve's Bayou                             | Narrador          | Voz          |
| 1997 | The Peacemaker                          | Jody              |              |
| 1997 | The Devil's Advocate                    | Sra.Jackie Heath  |              |
| 1998 | Snake Eyes                              | Anthea            |              |
| 2001 | The Caveman's Valentine                 | Sheila Ledbetter  |              |
| 2007 | AfterLife                               | Nicole            | Cortometraje |
| 2010 | See You in September                    |                   |              |
| 2012 | Missed Connections                      | Felicity Gray     |              |
| 2012 | Flight                                  | Margaret Thomason |              |
| 2014 | The Power of Our Presence               | Narrador          | Voz          |
| 2014 | Fall to Rise                            | Annika            |              |
| 2016 | Bad Vegan and the Teleportation Machine | Josephine Bodder  |              |
| 2018 | Irreplaceable You                       | Jane              |              |
| 2021 | A Journal for Jordan                    | Penny Canedy      |              |
| 2022 | I Wanna Dance with Somebody             | Cissy Houston     | En filmación |

### Televisión
| Año                  | Título                                           | Personaje                           | Notas                                                                 |
| -------------------- | ------------------------------------------------ | ----------------------------------- | --------------------------------------------------------------------- |
| 1986                 | Spencer: For Hire                                | Nina                                | "Shadowsight"                                                         |
| 1987-1995, 2000-2009 | As the World Turns                               | Jessica Griffin                     | Personaje de contrato                                                 |
| 1993                 | Tribeca                                          | Pretoria "Tori" Thomas              | Episodios: "The Box", "Honor", "The Rainmaker"                        |
| 1994-1997            | NYPD Blue                                        | Lillian Fancy                       | Recurrente. 4 Episodios                                               |
| 1995                 | seaQuest DSV                                     | Laura                               | "The Siamese Dream"                                                   |
| 1995-1998            | New York Undercover                              | Janice / Lana Brooks                | "Bad Girls"                                                           |
| 1996                 | Swift Justice                                    | Jessie McKenna                      | "Bad Medicine"                                                        |
| 1996                 | Law & Order                                      | Caroline Bennett                    | "Deadbeat"                                                            |
| 1996                 | Rebound: The Legend of Earl "The Goat" Manigault | Srita. Marcus                       | Película de televisión                                                |
| 1997                 | Feds                                             | Martha Kershan                      | "Missing Pieces"                                                      |
| 1997                 | Chicago Hope                                     | Lennie Gaghan                       | "Leggo My Ego"                                                        |
| 1997                 | Prince Street                                    |                                     | "Piloto"                                                              |
| 1998                 | New York Undercover                              | Lana Brooks                         | "Sign o´ the Times"                                                   |
| 1999                 | Sex and the City                                 | Eileen                              | "The Cheating Curve" (T2, Epi. 6)                                     |
| 2000-2021            | Law & Order: Special Victims Unit                | Dra. Melinda Warner                 | Recurrente (T2-6, 13-17, 19, 21-23). Principal (T7-12). 171 Episodios |
| 2002                 | 24                                               | Alberta Green                       | Recurrente. (T1)                                                      |
| 2003                 | Nefertiti Resurrected                            | Narradora                           | Documental de televisión                                              |
| 2005                 | Law & Order: Trial by Jury                       | Dra. Melinda Warner                 | "Day"                                                                 |
| 2011                 | Days of Our Lives                                | Jueza Weston                        | 2 Episodios                                                           |
| 2013                 | The Good Wife                                    | Serafina Norvy                      | "Boom De Yah Da"                                                      |
| 2013                 | Golden Boy                                       | Sra. Nevel                          | "Scapegoat"                                                           |
| 2014                 | Alpha House                                      | Eve Bettencourt / Eve Simone-Lewis  | 2 Episodios                                                           |
| 2014-2015            | The Red Road                                     | Marie Van Der Veen                  | Principal                                                             |
| 2015                 | Captain Blackout                                 | Jessica Winters                     | Película de televisión                                                |
| 2015                 | Chicago Fire                                     | Dra. Melinda Warner                 | "We Called Her Jellybean"                                             |
| 2015                 | Zoo                                              | Brenda Montgomery                   | "First Blood"                                                         |
| 2015                 | Survivor´s Remorse                               | Fiscal de distrito Sandra Knowles   | "A Time to Punch"                                                     |
| 2016                 | Elementary                                       | Lily Cooper                         | "Alma Matters"                                                        |
| 2016                 | Billions                                         | Amelia                              | "Yum Time"                                                            |
| 2016-2018            | Blue Bloods                                      | Monica Graham                       | Recurrente                                                            |
| 2017-2018            | Better Call Saul                                 | Anita                               | 3 Episodios                                                           |
| 2018                 | Dietland                                         | Julia Smith                         | Principal                                                             |
| 2018                 | Black Earth Rising                               | Secretaria asistente Eunice Clayton | Principal                                                             |
| 2019-2020            | Almost Family                                    | Genevieve Palmer                    | Recurrente                                                            |
| 2019                 | Emergence                                        | Maria Wilkis                        | 2 Episodios                                                           |
| 2021                 | See                                              | The Bank                            | 2 Episodios                                                           |
| 2021                 | Cowboy Bebop                                     | Ana                                 | 6 Episodios                                                           |

## Premios y nominaciones
| Año  | Otorga                    | Premio                                        | Trabajo                 | Resultado |
| ---- | ------------------------- | --------------------------------------------- | ----------------------- | --------- |
| 1995 | Soap Opera Digest Awards  | Destacada actriz de soporte                   | As the World Turns      | Nominada  |
| 2002 | Independent Spirit Awards | Mejor soporte femenino                        | The Caveman's Valentine | Nominada  |
| 2003 | Soap Opera Digest Awards  | Actriz de soporte destacada                   | As the World Turns      | Nominada  |
| 2003 | NAACP Image Award         | Actriz destacada en una serie de drama diurna |                         | Nominada  |
| 2004 | NAACP Image Award         | Actriz destacada en una serie de drama diurna |                         | Nominada  |
| 2012 | SLFCA Award               | Mérito especial                               | Flight                  | Nominada  |
| 2013 | Black Reel Awards         | Mejor actriz de soporte                       |                         | Nominada  |
| 2016 | Obie Awards               | Desempeño distinguido                         | Familiar                | Ganó      |